# Budynek przy ul. Parkowej 32 w Toruniu
Budynek przy ul. Parkowej 32 w Toruniu – dawny budynek władz administracyjnych miasta Podgórz. Został wybudowany w 1853 roku. W 1866 roku przygotowano projekt przebudowany budynku. Według projektu miał tu powstać przytułek i pomieszczenie dla powozów dla magistratu. Budynek przestał pełnić swoją funkcję we wrześniu 1907 roku, po oddaniu do użytku nowego budynku, gdzie mieścił się ratusz i poczta. W 1926 roku w budynku przy ul. Parkowej planowano urządzić Dom Ubogich.